# Dzióbica głaszczkówka
Dzióbica głaszczkówka, dzióbica słomka (Pterostoma palpina) – gatunek motyla z rodziny garbatkowatych. Zamieszkuje Eurazję, od Półwyspu Iberyjskiego i Irlandii po Chiny i Rosyjski Daleki Wschód. Gąsienice żerują na drzewach liściastych, głównie wierzbach i topolach. Osobniki dorosłe aktywne nocą.

## Taksonomia
Gatunek ten opisany został po raz pierwszy w 1759 roku przez Carla Alexandra Clercka pod nazwą Phalaena palpina.

## Morfologia

### Owad dorosły

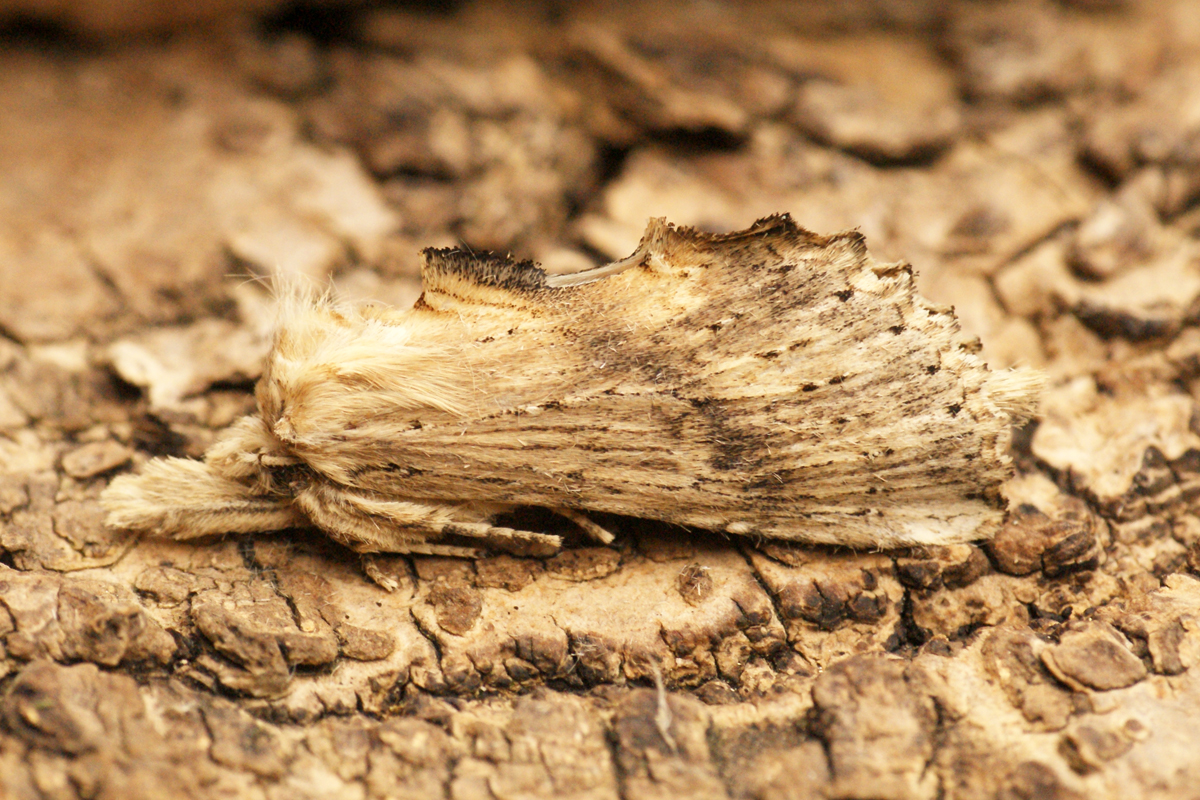
Imago zamaskowane na korze

Motyl o krępym ciele i rozpiętości skrzydeł sięgającej od 45 do 50 mm. Głowa jest zaopatrzona w nieowłosione oczy złożone i słabo rozwiniętą ssawkę, natomiast pozbawiona jest przyoczek. Obustronnie grzebykowane czułki osiągają niemal połowę długości przedniego skrzydła i wykazują dymorfizm płciowy, u samicy mając delikatniejsze i krótsze ząbki niż u samca. Bardzo charakterystyczna jest budowa głaszczków. Są one bardzo długie, kosmato owłosione i sterczą ku przodowi tworząc „dzióbek”. Gęste owłosienie tułowia tworzy na jego grzbietowej stronie sterczący czub. Skrzydła obu par są wydłużone. Przednia ich para może mieć tło szarawe, ochrowożółte, białawobrunatne, żółtawobrunatne lub popielatobrunatne. Na tle tym występują słabo wyodrębnione podłużne przepaski. Dość dobrze widoczne żyłki są czarne z białym nakrapianiem, przy czym na jasnych wstęgach barwa czarna tworzy strzałkowate wzorki. Krawędź zewnętrzna skrzydła jest mocno ząbkowana, zaś krawędź tylna jest wygięta i zaopatrzona w duży i szeroki ząb barwy czarnej oraz pęczek włoskowatych łusek w kącie tylnym. Tło skrzydła tylnego jest jasnoszare lub popielatobrunatne. Długi odwłok u samca wieńczy podwójny pędzelek włosków.

### Stadia rozwojowe

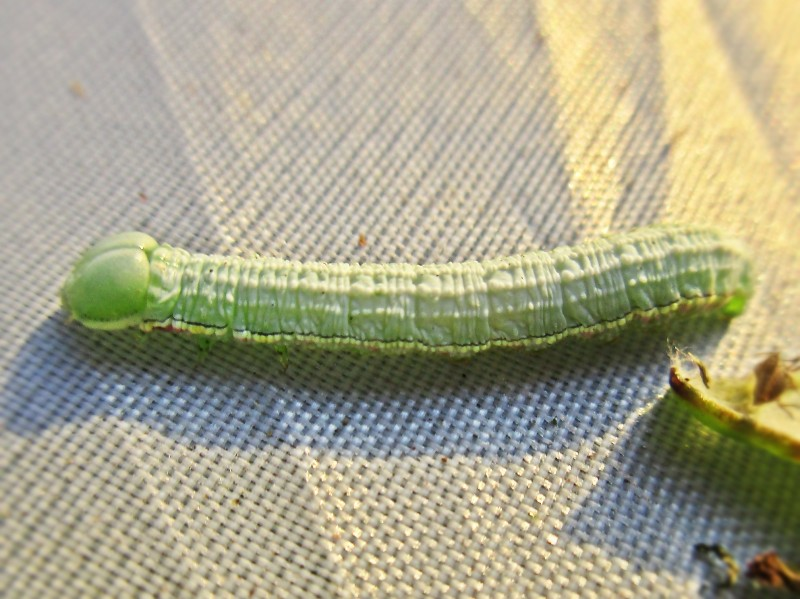
Gąsienica

Jaja mają kształt półkulisty. Nie są przykrywane łuskami z odwłoka samicy. Są w większości brudnobiałe z nieprzezroczystym, opalizującym chorionem, z wiekiem ciemniejące. Powierzchnia chorionu podzielona jest na komórki, przy czym podział ten jest różnie wyrażony w różnych częściach jaja. Słabnie on w części mikropylowej i częściach bocznych, natomiast najsilniej zaznacza się w częściach przejściowych pomiędzy nimi. Na część przejściową składa się od 7 do 9 pasm komórek, z których komórki 4 lub 5 pasm najsilniejszych mają dna mocno wklęsłe, a pozostałych pasm płaskie i gęsto włókniste. Dna pozostałych komórek pokryte są dużymi dołeczkami. Na rozetkę mikropylową składa się od 21 do 22 komórek. 
Gąsienice bywają ubarwione niebieskawozielono z białym pasem bocznym lub żółtawozielono z żółtym pasem bocznym; w obu przypadkach pas ten może być od góry odgraniczony od tła bardzo cienką linią czarnego koloru.

## Ekologia i występowanie

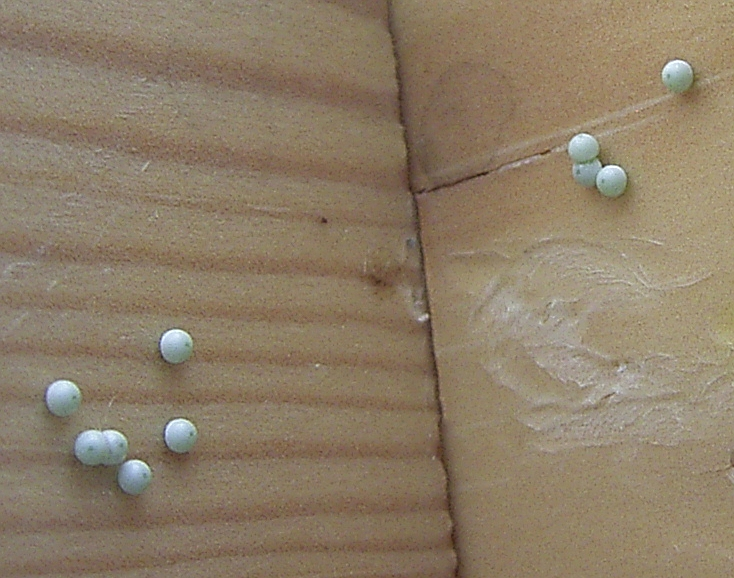
Jaja złożone na ściankach insektarium

Owad ten zasiedla lasy łęgowe, inne lasy liściaste i mieszane, parki, ogrody i przydrożne nasadzenia. Preferuje tereny wilgotne. Gąsienice są foliofagami żerującymi na liściach wierzb, topól (w tym osiki), a rzadziej olch, lip, dębów, jabłoni i klonów. Wyrośnięte gąsienice konstruują na powierzchni gruntu lub w wierzchniej warstwie gleby oprzędy, w których następuje przepoczwarczenie. Owady dorosłe nie pobierają pokarmu. Są aktywne nocą, w dzień przesiadując na pniach i gałęziach drzew. Przylatują do sztucznych źródeł światła.
W Europie Środkowej motyl ten wydaje na świat dwa pokolenia w roku. Imagines pierwszego pokolenia latają od kwietnia do czerwca, a gąsienice żerują w czerwcu i lipcu. Drugie pokolenie motyli lata od czerwca do sierpnia, a gąsienice żerują od lipca do września. Zimowanie odbywa się w stadium poczwarki.
Gatunek palearktyczny. W Europie znany jest z Portugalii, Hiszpanii, Andory, Irlandii, Wielkiej Brytanii, Francji, Belgii, Luksemburgu, Holandii, Niemiec, Szwajcarii, Liechtensteinu, Austrii, Włoch, Danii, Szwecji, Norwegii, Finlandii, Estonii, Łotwy, Litwy, Polski, Czech, Słowacji, Węgier, Białorusi, Ukrainy, Rumunii, Mołdawii, Bułgarii, Słowenii, Chorwacji, Bośni i Hercegowiny, Serbii, Czarnogóry, Albanii, Macedonii Północnej, Grecji oraz europejskich części Rosji i Turcji. Występuje na niektórych wyspach Morza Śródziemnego, w tym Korsyce, Sardynii i Sycylii. Dalej na wschód sięga przez azjatycką część Turcji, Zakaukazie, Azję Środkową, Irak, Syberię i Mongolię po Chiny i Rosyjski Daleki Wschód. W Polsce jest gatunkiem pospolitym.